# Schwellenpotential
Als Schwellenpotential bezeichnet man im Zusammenhang mit der Signalübermittlung in Nerven und Muskelfasern jene Potentialdifferenz, bei der ein Aktionspotential ausgelöst wird. Werte der Membranpotentiale unterhalb des Schwellenpotentials nennt man „unterschwellig“, solche darüber „überschwellig“.
Während das Ruhemembranpotential (rund −70 mV) ein wesentlich durch Kalium bestimmtes Membranpotential ist und daher auch in der Nähe des Wertes für das Kalium-Gleichgewichtspotential (etwa −90 mV) liegt, haben die für ein Aktionspotential verantwortlichen schnellen spannungsaktivierten Natrium-Kanäle eine Aktivierungsschwelle von ca. −50 mV. 
Um diese Ionenkanäle für Natrium zu öffnen, muss also die Zellmembran mindestens auf diesen Schwellenwert depolarisiert werden. Dies geschieht je nach Zelltyp und Verhältnissen entweder durch Einwirken von Neurotransmittern, die postsynaptisch eine lokale Depolarisation bewirken (EPSP), oder auch durch ein Generatorpotential (Rezeptorpotential bei Sinneszellen), oder elektrotonisch am Axonhügel bzw. durch ein fortgeleitetes Aktionspotential am Axon.
Das Schwellenpotential hat jeweils einen für die erregbare Zelle charakteristischen Wert und wird vom Typ des Ionenkanals bestimmt bzw. durch die spezifischen molekularen Eigenschaften der Kanalproteine. 